# Каменик (планина)
Каменик је динарска кречњачка планина, која се налази у региону Ровца у централној Црној Гори.
Налази се на крајњем сјеверу територије Главног града Подгорице, западно од села Трмање, познатог као родно мјесто народног хероја Вељка Влаховића.
Највиши врх је Велики Каменик. Висина врха је 1815 метара.
Каменик је једна од најтеже карстификованих и најмање приступачних црногорских планина Црне Горе, због природе терена и рељефа.